# 邦雅曼·达维耶
邦雅曼·达维耶（法語：Benjamin Daviet，1989年6月16日—），法国男子冬季两项、越野滑雪运动员。他曾代表法国参加2014年、2018年和2022年冬季残疾人奥林匹克运动会，获得五枚金牌、三枚银牌和二枚铜牌。